# Grande Prêmio de Abu Dhabi de 2016
Grande Prêmio de Abu Dhabi de 2016 (formalmente denominado 2016 Formula 1 Etihad Airways Abu Dhabi Grand Prix) foi a vigésima primeira e última etapa da temporada de 2016 da Fórmula 1. Foi disputado no dia 27 de novembro de 2016 no Circuito de Yas Marina, Abu Dhabi, Emirados Árabes Unidos.
Nico Rosberg terminou a corrida em segundo e conquistou o seu primeiro título mundial e se tornou segundo filho de campeão a levar o título na história da Fórmula 1 igual ao pai, Keke Rosberg (1982). O vencedor da corrida, Lewis Hamilton, terminou a temporada em segundo lugar.

## Relatório

### Antecedentes
Rosberg X Hamilton

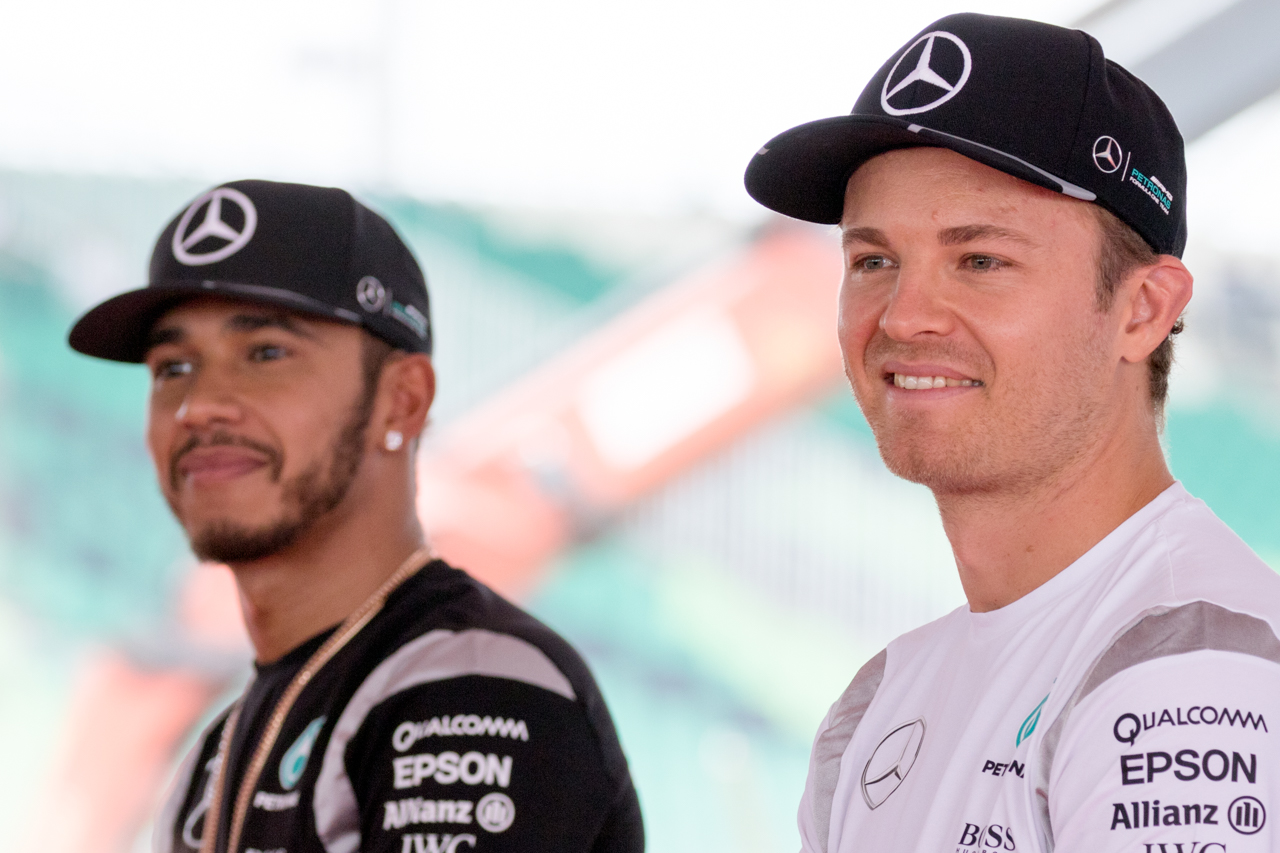
Lewis Hamilton (esquerda) e Nico Rosberg (direita) decidem o título do campeonato mundial de pilotos em Abu Dhabi.

Nico Rosberg poderia ter saído de Interlagos campeão mundial. Para isso, precisava passar o pole position, seu companheiro de Mercedes Lewis Hamilton, e vencer o GP do Brasil. Mas o britânico não deu nenhuma chance. Mesmo sob as condições adversas do último domingo, com chuva e muitos acidente, o tricampeão mostrou controle absoluto da prova e venceu pela primeira vez no circuito paulista, de ponta a ponta. Agora a decisão vai para a última etapa da temporada, em Abu Dhabi, no dia 27 de novembro.
Agora, Rosberg tem 367 contra 355 de Hamilton. Apesar do revés no Brasil, o alemão segue em boas condições de assegurar o título inédito. Correndo com o "regulamento debaixo do braço", Nico evitou riscos nas últimas três etapas, contentou-se com a segunda colocação nas provas e viu a vantagem que era de 35 pontos cair para 12.
Mas caso o britânico, por algum motivo, não  vença a corrida, o trabalho de Rosberg será ainda mais facilitado. Com a pontuação atual da F1 sendo: 1º-25, 2º-18, 3º-15, 4º-12, 5º-10, 6º-8, 7º-6, 8º-4, 9º-2, 10º-1, se Lewis for segundo, chega a 373 pontos, e Nico fica precisando apenas de um sexto lugar para igualar a pontuação e levar o título no critério de desempate (números de 2º lugar). Caso o inglês seja terceiro, alcança 370 pontos. Aí, o germânico pode até chegar em oitavo, para passar esta marca. Qualquer outro resultado de Hamilton, de quarto para baixo, o título é de Rosberg.
Nico Rosberg tenta conquista seu primeiro título do campeonato e ser o segundo  filho de campeão de Fórmula 1 a vencer um campeonato (seu pai, Keke Rosberg havia sido campeão mundial em 1982) e Lewis Hamilton tenta conquista o tetracampeonato e igualar o numero de titúlo com (Sebastian Vettel e Alain Prost).
| Para Nico Rosberg ser Campeão: | Para Nico Rosberg ser Campeão: | Para Nico Rosberg ser Campeão: |
| ------------------------------ | ------------------------------ | ------------------------------ |
| Nico Rosberg                   | 367 X 355                      | Lewis Hamilton                 |
| (3º)                           | 382 X 380                      | (1º)                           |
| (6º)                           | 375 X 373                      | (2º)                           |
| (8º)                           | 371 X 370                      | (3º)                           |
| (10º)                          | 368 X 367                      | (4º)                           |

| Para Lewis Hamilton ser Campeão: | Para Lewis Hamilton ser Campeão: | Para Lewis Hamilton ser Campeão: |
| -------------------------------- | -------------------------------- | -------------------------------- |
| Lewis Hamilton                   | 355 X 367                        | Nico Rosberg                     |
| (1º)                             | 380 X 379                        | (4º)                             |
| (2º)                             | 373 X 371                        | (8º)                             |
| (3º)                             | 370 X 369                        | (9º)                             |

Permanência de Ericsson
A Sauber anunciou, na manhã desta segunda-feira (21), a permanência de Marcus Ericsson para a temporada 2017 de Fórmula 1. Com isso, o sueco correrá pelo terceiro ano com a equipe suíça, totalizando quatro temporadas na F1 (estreou pela Caterham em 2014). Apesar de não marcar pontos desde o GP da Itália de 2015, quando foi nono, Ericsson é apontado como o responsável pela salvação financeira do time, o que pode ter sido fator decisivo para que o piloto ficasse na escuderia.
A notícia surge dias depois de vir à tona que o patrocínio de Felipe Nasr será reduzido em um terço – de R$ 50 milhões para R$ 15 milhões –, o que pode dificultar a garantia de uma vaga no ano que vem. Após ao anúncio de Ericsson, restam agora três vagas para o ano que vem, sendo uma na própria Sauber e as outras duas são na Manor.

### Treino Classificatório
Q1
Hamilton abriu o treino com o melhor tempo no Q1, 1m39s487. Rosberg avançou apenas em quinto, atrás de Raikkonen, Vettel e Verstappen. Massa classificou-se para o Q2 com tranquilidade, na 9ª posição, à frente de Bottas, o 11º. Já Nasr esteve com a última vaga até os segundos finais, mas acabou superado e foi eliminado, em 19º. Seu companheiro Ericsson fez o pior tempo do Q1 e terminou em último. A grande decepção da primeira parte da sessão ficou por conta da STR, com problemas crônicos nos carros durante todo o fim de semana, Kvyat e Sainz deixaram a atividade precocemente em 17º e 21º. Outros que não avançaram foram Magnussen e Ocon. Os destaques positivos ficaram por conta de Wehrlein e Palmer, que abocanharam uma vaga no Q2, apesar das limitações dos carros da Manor e da Renault, respectivamente.
Eliminados:
Daniil Kvyat (Toro Rosso), Kevin Magnussen (Renault), Felipe Nasr (Sauber), Esteban Ocon (MRT), Carlos Sainz Jr. (Toro Rosso) e Marcus Ericsson (Sauber).
Q2
Hamilton seguiu ditando o ritmo no Q2. Com o tempo de 1m39s382, o inglês viu Rosberg ficar em segundo, 108 milésimos atrás. Raikkonen, Verstappen, Vettel e Ricciardo vieram a seguir. Destaque para Massa, que anotou 1m40s858 e conseguiu uma vaga no Q3, avançando na nona colocação, enquanto seu companheiro Bottas acabou eliminado, em 11º, com 1m41s084, a 186 milésimos do brasileiro. Alonso foi outro que mereceu menção honrosa, assegurando a 10ª e última vaga no Q3. Além de Bottas, foram eliminados Button, Gutiérrez, Grosjean, Palmer e Wehrlein. Destaque positivo para a Force India, que emplacou seus dois pilotos no Q3.
Eliminados:
Valtteri Bottas (Williams), Jenson Button (McLaren), Esteban Gutiérrez (Haas), Romain Grosjean (Haas), Jolyon Palmer (Renault) e Pascal Wehrlein (Manor).
Q3
Hamilton foi o primeiro a marcar tempo no Q3. Já pisando forte no acelerador, anotou 1m39s013, melhor tempo do fim de semana até então. Rosberg veio a seguir e marcou 1m39s359, passando 0s346 acima. Raikkonen, Ricciardo, Verstappen e Vettel apareciam na sequência, sem incomodar as Mercedes. 
Como de costume, com cerca de cinco minutos para o fim do Q3, os pilotos voltaram aos boxes para colocar novos jogos de pneus para suas últimas tentativas de voltas rápidas. E no apagar dos cronômetros, Hamilton cravou 1m38s755, para não dar chances para Rosberg. O alemão, que vinha logo atrás, passou longe, fazendo 1m39s058, 0s303 acima do britânico. Ricciardo desbancou Raikkonen e ficou com o terceiro posto. Vettel vingou a Ferrari e tomou o quinto lugar de Verstappen. Massa não forçou e acabou em 10º, com 1m41s213.
Resultado:
Lewis Hamilton (Mercedes), Nico Rosberg (Mercedes), Daniel Ricciardo (Red Bull), Kimi Raikkonen (Ferrari), Sebastian Vettel (Ferrari), Max Verstappen (Red Bull), Nico Hulkenberg (Force India), Sergio Pérez (Force India), Fernando Alonso (McLaren), Felipe Massa (Williams).

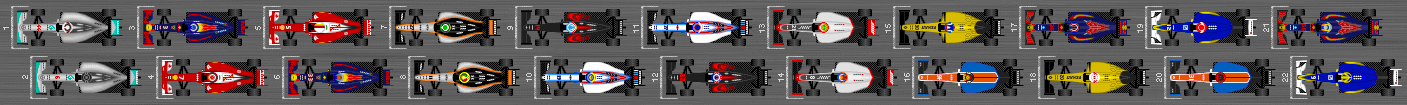
Grid de Largada

### Corrida
Pole position, Hamilton segurou a ponta sem sustos na primeira curva. Cauteloso, como sempre, Rosberg não sofreu pressão dos pilotos da RBR e da Ferrari e se manteve em segundo. Ricciardo demorou a arrancar e perdeu o terceiro lugar para Raikkonen. Vettel aparecia em quinto, enquanto Verstappen, que largada em sexto, tocou em Pérez, rodou e caiu para último. Melhor para Massa, que ganhou uma posição e subiu para nono. quem fez grande largada foi Nasr, que se livrou das confusões e pulou de 19º para 14º.
Determinando a recuperar-se do prejuízo na largada, Verstappen ganhou sete posições em duas voltas e já aparecia em 15º. Em 10º, Bottas partiu para cima de Felipe Massa e ganhou a nona posição do brasileiro. Mais atrás, Verstappen passava Felipe Nasr e assumia a 14ª colocação. Líder da prova, Hamilton não imprimia um ritmo tão forte. Parecia querer que Raikkonen se aproximasse de Rosberg para esquentar a briga pelo título. Pouco depois, Massa deu o troco em Bottas com uma bela manobra e recuperou a nona colocação.
Magnussen, que quebrou o bico de sua Renault em um toque na largada e já havia feito um pit stop na primeira volta, recolheu para os boxes e foi o primeiro a abandonar a corrida. Reclamando de “algo errado” nos amortecedores, Bottas foi chamado pela Williams para os boxes, recolheu e foi mais um a abandonar. “O carro estava balançando como o inferno”. Hamilton e Raikkonen fizeram seus pit stops na oitava volta. Rosberg foi aos boxes no giro seguinte e por muito pouco não perdeu a posição para o finlandês. Todos trocaram os ultramacios (faixa roxa) pelos macios (faixa amarela). Ricciardo assumiu a liderança provisória. Mesmo com os pneus supermacios (faixa vermelha), Ricciardo fez sua parada na volta seguinte e retornou em quinto. A liderança voltou para Hamilton. Rosberg, por sua vez, aparecia em terceiro, atrás de Verstappen, que tinha estratégia diferente dos pilotos da Mercedes, já que, assim como Ricciardo, estava com compostos supermacios. A última corrida de Jenson Button na Fórmula 1 terminou de forma melancólica. A roda dianteira direita da McLaren do britânico quebrou depois de ele atacar de forma agressiva uma das zebras e ele precisou recolher. Ao chegar aos boxes, Button subiu no carro e foi aplaudido pelos torcedores.
Com 15 voltas completadas, Hamilton liderava a prova, com 2s5 de vantagem para Verstappen, único dos ponteiros que ainda não havia parado nos boxes. Rosberg era o terceiro, seguido de Raikkonen, Ricciardo e Vettel. Massa aparecia em nono, Nasr, em 17º. Mais um abandono: foi a vez de Daniil Kvyat ter uma pane no carro da STR e parar o carro ao lado da pista, na reta principal. O fato curioso foi o russo voltar aos boxes com uma bicicleta de um dos fiscais.
Quinto colocado, Ricciardo deu o bote em Raikkonen, chegou a ultrapassar, mas levou o “X”. Melhor para Rosberg que ficava folgado em terceiro. Com o ritmo retido por Verstappen, cada vez mais lento em razão dos pneus desgastados, Rosberg perdeu a paciência, deixou a cautela de lado e mergulhou para ultrapassar o holandês em uma manobra arriscada. Os dois quase se tocaram e o alemão conseguiu sair na frente. Verstappen, enfim, fez seu primeiro pit stop na 22ª volta. O prodígio holandês retornou somente em oitavo, atrás da Force India de Pérez, e à frente da Williams de Massa. Em segundo, Rosberg passou a apertar o ritmo, fazendo melhor volta atrás de melhor volta, para tentar abrir vantagem suficiente para não voltar atrás de Verstappen em um segundo pit stop, já que o holandês partia para uma estratégia de parada única. Ricciardo fez seu segundo pit stop e colocou um novo jogo de pneus macios e voltou em sétimo. Raikkonen também foi para os boxes e retornou logo atrás, em oitavo. Hamilton fez sua segunda parada, colocou novo jogo de pneus macios, e retornou em terceiro. Vettel assumiu a liderança provisória, seguido de Rosberg e Verstappen.
Rosberg foi para os boxes na volta seguinte. E precisava de um pit stop impecável para voltar à frente de Verstappen. E foi isso que aconteceu. Os mecânicos trabalharam com perfeição e devolveram o alemão à frente do holandês da RBR. Líder da prova, Hamilton passou a virar tempos altos, na casa de 1m46s. Parecia, novamente, esperar a aproximação de Rosberg, para segurar o ritmo do rival e permitir a aproximação dos demais pilotos. A Mercedes puxou a orelha do britânico. Perguntou: “Por que está virando tão lento?”. Lewis respondeu com uma volta na casa de 1m45s3. “Mantenha-se nesse ritmo”. Líder provisório, Sebastian Vettel, enfim, fez seu segundo pit stop. O alemão colocou os pneus supermacios (faixa vermelha) e retornou apenas em sexto, atrás do companheiro Raikkonen. A 15 voltas do fim, sem mais nenhum piloto com previsão de parar nos boxes, a situação da corrida era a seguinte: Hamilton liderava a prova, mas a vitória não era suficiente para levar o título. ele precisava também que Rosberg chegasse em quarto. Por isso, não forçava o ritmo, na esperança que que Verstappen e Ricciardo se aproximassem e começassem a pressionar o alemão. Com pneus mais novos e velozes, Vettel colou em Raikkonen e rapidamente conseguiu a ultrapassagem, subindo para a quinta posição. “Vocês podem me dizer o quanto os outros carros estão virando, por favor?”, pediu Hamilton à equipe pelo rádio. O britânico, provavelmente, queria saber o quão lento precisaria virar para permitir a aproximação de Rosberg e cia. Pouco depois de Sainz e Palmer levarem uma volta dos líderes, o inglês da Renault errou a freada, tocou na STR do espanhol, que rodou. Logo depois, Sainz sofreu problemas no câmbio e precisou abandonar. Palmer foi penalizado com 5s pelo incidente. Para dar uma pitada a mais de emoção na tensa corrida, Vettel, o quinto colocado, imprimia um ritmo cada vez mais forte. Virando na casa de 1m43s, 1m44s, o alemão começou a se aproximar da  dupla da RBR. Vettel chegou de vez em Ricciardo, colocou de lado e conseguiu a ultrapassagem, subindo para a quarta colocação. Lá na frente, a Mercedes pedia para Hamilton andar um pouco mais rápido. O britânico até melhorava o ritmo, mas não muito. Tanto que Rosberg chegava a ficar a 1s de distância.
O fim de prova ganhou contornos dramáticos. Hamilton deixou Rosberg chegar, enquanto Vettel colava em Verstappen e o holandês se aproximava do alemão da Mercedes. A quatro voltas do fim, Vettel passou Verstappen, subiu para terceiro e partiu para cima de Rosberg. 
Hamilton passou a virar na casa de 1m46s e viu Rosberg e Vettel crescer nos retrovisores, enquanto Verstappen tinha dificuldades para acompanhar os três primeiros. Na penúltima volta, Vettel começou a ensaiar uma ultrapassagem em Rosberg. Na volta final, Hamilton segurava o ritmo, e Rosberg tentava segurar a pressão de Vettel. O britânico cruzou a linha de chegada colado pelos dois alemães. Rosberg se tornava campeão mundial pela primeira vez.

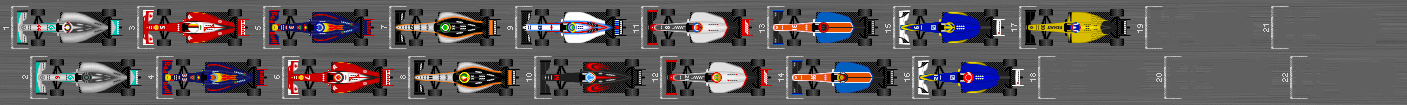
Resultado da corrida.

## Pneus
| Nome do Composto | Cor | Banda de Rolamento | Condições de Condução | Dry Type  | Aderência      | Longevidade   |
| ---------------- | --- | ------------------ | --------------------- | --------- | -------------- | ------------- |
| Ultra Macio      |     | Slick (P Zero)     | Seco                  | Ultrasoft | Mais Aderência | Menos Durável |
| Super Macio      |     | Slick (P Zero)     | Seco                  | Supersoft | Mais aderência | Menos durável |
| Macio            |     | Slick (P Zero)     | Seco                  | Soft      | Médio          | Médio         |

## Resultados

### Treino Classificatório
| Pos.                     | Nº | Piloto            | Construtor           | Q1       | Q2       | Q3       | Grid |
| ------------------------ | -- | ----------------- | -------------------- | -------- | -------- | -------- | ---- |
| 1                        | 44 | Lewis Hamilton    | Mercedes             | 1:39.487 | 1:39.382 | 1:38.755 | 1    |
| 2                        | 6  | Nico Rosberg      | Mercedes             | 1:40.511 | 1:39.490 | 1:39.058 | 2    |
| 3                        | 3  | Daniel Ricciardo  | Red Bull-TAG Heuer   | 1:41.002 | 1:40.429 | 1:39.589 | 3    |
| 4                        | 7  | Kimi Raikkonen    | Ferrari              | 1:40.338 | 1:39.629 | 1:39.604 | 4    |
| 5                        | 5  | Sebastian Vettel  | Ferrari              | 1:40.341 | 1:40.034 | 1:39.661 | 5    |
| 6                        | 33 | Max Verstappen    | Red Bull-TAG Heuer   | 1:40.424 | 1:39.903 | 1:39.818 | 6    |
| 7                        | 27 | Nico Hulkenberg   | Force India-Mercedes | 1:41.000 | 1:40.709 | 1:40.501 | 7    |
| 8                        | 11 | Sergio Pérez      | Force India-Mercedes | 1:40.864 | 1:40.743 | 1:40.519 | 8    |
| 9                        | 14 | Fernando Alonso   | McLaren-Honda        | 1:41.616 | 1:41.044 | 1:41.106 | 9    |
| 10                       | 19 | Felipe Massa      | Williams-Mercedes    | 1:41.157 | 1:40.858 | 1:41.213 | 10   |
| 11                       | 77 | Valtteri Bottas   | Williams-Mercedes    | 1:41.192 | 1:41.084 | —        | 11   |
| 12                       | 22 | Jenson Button     | McLaren-Honda        | 1:41.158 | 1:41.272 | —        | 12   |
| 13                       | 21 | Esteban Gutierrez | Haas-Ferrari         | 1:41.639 | 1:41.480 | —        | 13   |
| 14                       | 8  | Romain Grosjean   | Haas-Ferrari         | 1:41.467 | 1:41.564 | —        | 14   |
| 15                       | 30 | Jolyon Palmer     | Renault              | 1:41.775 | 1:41.820 | —        | 15   |
| 16                       | 94 | Pascal Wehrlein   | MRT-Mercedes         | 1:41.886 | 1:41.995 | —        | 16   |
| 17                       | 26 | Daniil Kvyat      | Toro Rosso-Ferrari   | 1:42.003 | —        | —        | 17   |
| 18                       | 20 | Kevin Magnussen   | Renault              | 1:42.142 | —        | —        | 18   |
| 19                       | 12 | Felipe Nasr       | Sauber-Ferrari       | 1:42.247 | —        | —        | 19   |
| 20                       | 31 | Esteban Ocon      | MRT-Mercedes         | 1:42.286 | —        | —        | 20   |
| 21                       | 55 | Carlos Sainz Jr.  | Toro Rosso-Ferrari   | 1:42.393 | —        | —        | 21   |
| 22                       | 9  | Marcus Ericsson   | Sauber-Ferrari       | 1:42.637 | —        | —        | 22   |
| Tempo dos 107%: 1:46.451 |    |                   |                      |          |          |          |      |
| Fonte:                   |    |                   |                      |          |          |          |      |

### Corrida
| Pos.   | Nu. | Piloto            | Construtor           | Voltas | Tempo/Retirado  | Grid | Pontos |
| ------ | --- | ----------------- | -------------------- | ------ | --------------- | ---- | ------ |
| 1      | 44  | Lewis Hamilton    | Mercedes             | 55     | 1:38:04.013     | 1    | 25     |
| 2      | 6   | Nico Rosberg      | Mercedes             | 55     | +0.439          | 2    | 18     |
| 3      | 5   | Sebastian Vettel  | Ferrari              | 55     | +0.843          | 5    | 15     |
| 4      | 33  | Max Verstappen    | Red Bull-TAG Heuer   | 55     | +1.685          | 6    | 12     |
| 5      | 3   | Daniel Ricciardo  | Red Bull-TAG Heuer   | 55     | +5.315          | 3    | 10     |
| 6      | 7   | Kimi Raikkonen    | Ferrari              | 55     | +18.816         | 4    | 8      |
| 7      | 27  | Nico Hulkenberg   | Force India-Mercedes | 55     | +50.114         | 7    | 6      |
| 8      | 11  | Sergio Pérez      | Force India-Mercedes | 55     | +58.776         | 8    | 4      |
| 9      | 19  | Felipe Massa      | Williams-Mercedes    | 55     | +59.436         | 10   | 2      |
| 10     | 14  | Fernando Alonso   | McLaren-Honda        | 55     | +59.896         | 9    | 1      |
| 11     | 8   | Romain Grosjean   | Haas-Ferrari         | 55     | +76.777         | 14   |        |
| 12     | 21  | Esteban Gutierrez | Haas-Ferrari         | 55     | +95.113         | 13   |        |
| 13     | 31  | Esteban Ocon      | MRT-Mercedes         | 54     | +1 volta        | 20   |        |
| 14     | 94  | Pascal Wehrlein   | MRT-Mercedes         | 54     | +1 volta        | 16   |        |
| 15     | 9   | Marcus Ericsson   | Sauber-Ferrari       | 54     | +1 volta        | 22   |        |
| 16     | 12  | Felipe Nasr       | Sauber-Ferrari       | 54     | +1 volta        | 19   |        |
| 17     | 30  | Jolyon Palmer     | Renault              | 54     | +1 volta 1      | 15   |        |
| Ret    | 55  | Carlos Sainz Jr.  | Toro Rosso-Ferrari   | 41     | Colisão         | 21   |        |
| Ret    | 26  | Daniil Kvyat      | Toro Rosso-Ferrari   | 14     | Caixa de Câmbio | 17   |        |
| Ret    | 22  | Jenson Button     | McLaren-Honda        | 12     | Suspensão       | 12   |        |
| Ret    | 77  | Valtteri Bottas   | Williams-Mercedes    | 6      | Suspensão       | 11   |        |
| Ret    | 20  | Kevin Magnussen   | Renault              | 5      | Suspensão       | 18   |        |
| Fonte: |     |                   |                      |        |                 |      |        |

Notas
↑1  - Jolyon Palmer (Renault) recebeu 5 segundos de penalidade de tempo por causar a colisão em cima de Carlos Sainz Jr. (Toro Rosso).

## Curiosidades
- Commons

- Última corrida de Nico Rosberg, Esteban Gutiérrez e Felipe Nasr na Fórmula 1.
- Última corrida de Nico Hülkenberg na Force India que na próxima temporada correu na Renault.
- Última corrida de Kevin Magnussen na Renault que na próxima temporada correu pela Haas.
- Última corrida de Valtteri Bottas na Williams que na próxima temporada correu pela Mercedes.
- Última corrida de Esteban Ocon na MRT que na próxima temporada correu na Force India.
- Última corrida de Pascal Wehrlein na MRT que na próxima temporada correu pela Sauber.
- Última corrida da Force India com cor laranja.
- Última corrida da equipe MRT na Fórmula 1. A equipe abandonou a categoria por problemas financeiros.

## Tabela do campeonato após a corrida
Somente as cinco primeiras posições estão incluídas nas tabelas.
| Pos | Piloto           | Pontos | Var |
| --- | ---------------- | ------ | --- |
| 1   | Nico Rosberg     | 385    | 0   |
| 2   | Lewis Hamilton   | 380    | 0   |
| 3   | Daniel Ricciardo | 256    | 0   |
| 4   | Sebastian Vettel | 212    | 0   |
| 5   | Max Verstappen   | 204    | 0   |

| Pos | Construtor           | Pontos | Var |
| --- | -------------------- | ------ | --- |
| 1   | Mercedes             | 765    | 0   |
| 2   | Red Bull-TAG Heuer   | 468    | 0   |
| 3   | Ferrari              | 398    | 0   |
| 4   | Force India-Mercedes | 173    | 0   |
| 5   | Williams-Mercedes    | 138    | 0   |

|  |              |
|  | Campeão      |
|  | Vice-Campeão |
|  | 3º Colocado  |